# 1937 în informatică
- 1936 în informatică — 1937 în informatică — 1938 în informatică

1937 în informatică a însemnat o serie de evenimente noi notabile:

## Evenimente
- noiembrie: George Stibitz, la Laboratoarele Bell din New York, a construit unul dintre primele calculatoare binare, cu toate că a fost doar o mașină demonstrativă. Acesta se numea Model K (cu K de la kitchen table - masă de bucătărie) și avea extensie binară de 1-bit și funcționa cu relee. După mai multe îmbunatățiri acest experiment a dus la Complex Number Calculator în ianuarie 1940.[1]